# OpenMoko
OpenMoko é um projecto para a criação de uma plataforma smartphone/GSM  aberta, seguindo a filosofia FLOSS. Esta plataforma funciona sobre Linux e usa o sistema de gestão de pacotes ipkg.

## Software

### Núcleo
Linux 2.6.17.14

### Userland
- X.Org Server 7.1
- Gestor de janelas Matchbox
- GTK+ 2.6.10
- Gestor de dados pessoais Evolution

## Hardware

### Neo1973
A primeira versão do hardware OpenMoko, o Neo1973 será disponibilizada pela FIC, a versão de desenvolvimento estará disponível em 11 de Março de 2007, pelo preço de US$350. O lançamento ao público em geral irá ocorrer em 11 de Setembro de 2007.
O Neo deve o seu nome ao ano em que surgiu o primeiro telefone móvel.
| “                                       | Neste momento, devemos dizer-vos porque escolhemos o nome "Neo1973"." "Neo" significa novo. Dr. Marty Cooper (o inventor do telefone móvel) fez a sua primeira chamada de sempre em 1973. Nós acreditamos que um telefone móvel de código aberto (open source) pode revolucionar, mais uma vez, o mundo das comunicações. Este será o novo 1973. | ” |
| — A equipa OpenMoko, lists.openmoko.org | |   |